# Elecciones parlamentarias de Benín de 2007
Las elecciones parlamentarias de Benín de 2007 se realizaron el 31 de marzo de ese año. La fecha inicialmente prevista era el 25 de marzo, pero debido a dificultades organizativas, fue necesario retrasar el día electoral. En total, 26 partidos y coaliciones se presentaron a estas elecciones. Para los 83 escaños de la Asamblea Nacional de Benín se presentaron un total de 2.158 candidatos, con 24 circunscripciones y 17.487 colegios electorales.
Las elecciones se presentaron como una forma de revalidar en las urnas la gestión del presidente Yayi Boni, elegido un año antes. La Comisión Electoral Central del país declaró el 5 de abril, con el 93,52% de los votos escrutados, que las Fuerzas Cauris para un Benín Emergente, la coalición que apoya al presidente, ganó las elecciones, con un 22,51% de los votos. La Alianza para una Democracia Dinámica, del expresidente Nicéphore Soglo quedó en segundo lugar con el 16,93% de los votos, por delante del Partido de la Renovación Democrática con el 9,82%. La participación se estimó en el 58,69% del total. Las elecciones se consideraron una victoria para el presidente Boni. Por otro lado, los observadores internacionales criticaron únicamente el retraso en el recuento, destacando que la jornada electoral transcurrió pacíficamente.

## Resultados
| ← Elecciones a la Asamblea Nacional →                                         |         |
| Partido                                                                       | Escaños |
| Fuerzas Cauris para un Benín Emergente (Forces Cauris pour un Bénin Emergent) | 35      |
| Alianza para una Democracia Dinámica (Alliance pour une Dynamique Démocratie) | 20      |
| Partido de la Renovación Democrática (Parti du Renouveau Démocratique)        | 10      |
| Fuerza Clave (Force Clé)                                                      | 4       |
| Otros                                                                         | 14      |